# Diócesis de Novo Hamburgo
La diócesis de Novo Hamburgo (en latín: Dioecesis Novohamburgen(sis) y en portugués: Diocese de Novo Hamburgo) es una circunscripción eclesiástica latina de la Iglesia católica en Brasil, sufragánea de la arquidiócesis de Porto Alegre. La diócesis tiene al obispo João Francisco Salm como su ordinario desde el 19 de enero de 2022. 

## Territorio y organización
La diócesis tiene 3598 km² y extiende su jurisdicción sobre los fieles católicos de rito latino residentes en 23 municipios del estado de Río Grande del Sur: Novo Hamburgo, Araricá, Campo Bom, Canela, Dois Irmãos, Estância Velha, Gramado, Igrejinha, Ivoti, Lindolfo Collor, Morro Reuter, Nova Hartz, Nova Petrópolis, Parobé, Picada Café, Presidente Lucena, Riozinho, Rolante, Santa Maria do Herval. São Leopoldo, Sapiranga, Taquara y Três Coroas.
La sede de la diócesis se encuentra en la ciudad de Novo Hamburgo, en donde se halla la Catedral basílica de San Luis Gonzaga.
En 2019 en la diócesis existían 49 parroquias agrupadas en 6 zonas pastorales: Novo Hamburgo, Dois Irmãos, São Leopoldo, Sapiranga, Serra y Taquara.

## Historia
La diócesis fue erigida el 2 de febrero de 1980 con la bula Cum sacer Praesul Ecclesiae del papa Juan Pablo II, obteniendo el territorio de la arquidiócesis de Porto Alegre.

## Estadísticas
De acuerdo al Anuario Pontificio 2020 la diócesis tenía a fines de 2019 un total de 758 000 fieles bautizados.
| Año                                                                             | Población            | Población | Población      | Sacerdotes | Sacerdotes    | Sacerdotes    | Bautizados por sacerdote | Diáconos permanentes | Religiosos | Religiosos | Parroquias |
| Año                                                                             | Bautizados católicos | Total     | % de católicos | Total      | Clero secular | Clero regular | Bautizados por sacerdote | Diáconos permanentes | Varones    | Mujeres    | Parroquias |
| ------------------------------------------------------------------------------- | -------------------- | --------- | -------------- | ---------- | ------------- | ------------- | ------------------------ | -------------------- | ---------- | ---------- | ---------- |
| 1979                                                                            | ?                    | 405 000   | ?              | 102        | 35            | 67            | ?                        |                      | 123        |            | 30         |
| 1990                                                                            | 425 000              | 530 000   | 80.2           | 106        | 49            | 57            | 4009                     | 1                    | 122        | 386        | 37         |
| 1999                                                                            | 579 874              | 963 231   | 60.2           | 121        | 72            | 49            | 4792                     | 5                    | 77         | 314        | 44         |
| 2000                                                                            | 753 836              | 1 007 768 | 74.8           | 121        | 68            | 53            | 6230                     | 10                   | 89         | 332        | 44         |
| 2001                                                                            | 860 000              | 1 051 319 | 81.8           | 121        | 69            | 52            | 7107                     | 10                   | 103        | 323        | 44         |
| 2002                                                                            | 877 300              | 1 072 345 | 81.8           | 122        | 71            | 51            | 7190                     | 9                    | 103        | 319        | 44         |
| 2003                                                                            | 868 640              | 1 134 739 | 76.5           | 123        | 70            | 53            | 7062                     | 10                   | 96         | 376        | 44         |
| 2004                                                                            | 721 338              | 961 783   | 75.0           | 121        | 68            | 53            | 5961                     | 10                   | 107        | 353        | 44         |
| 2013                                                                            | 790 000              | 1 049 000 | 75.3           | 116        | 89            | 27            | 6810                     | 36                   | 56         | 282        | 47         |
| 2016                                                                            | 721 649              | 1 027 708 | 70.2           | 143        | 95            | 48            | 5046                     | 36                   | 69         | 212        | 49         |
| 2019                                                                            | 758 000              | 1 094 907 | 69.2           | 128        | 94            | 34            | 5921                     | 42                   | 66         | 320        | 49         |
| Fuente: Catholic-Hierarchy, que a su vez toma los datos del Anuario Pontificio. |                      |           |                |            |               |               |                          |                      |            |            |            |

## Episcopologio
- Aloísio Sinésio Bohn † (13 de febrero de 1980-27 de junio de 1986 nombrado obispo de Santa Cruz do Sul)
- Carlos José Boaventura Kloppenburg, O.F.M. † (8 de agosto de 1986-22 de noviembre de 1995 retirado)
- Osvino José Both (22 de noviembre de 1995-7 de junio de 2006 nombrado ordinario militar del Brasil)
- Zeno Hastenteufel (28 de marzo de 2007-19 de enero de 2022 retirado)
- João Francisco Salm, desde el 19 de enero de 2022